# Marosgezse
Marosgezse (románul: Gheja) falu Maros megyében, Erdélyben. Közigazgatásilag Marosludashoz tartozik.

## Fekvése
A Maros bal partján fekszik, Marosludastól 3 km-re délnyugatra.

## Története
1366-ban Ges, 1461-ben Geze néven szerepel a forrásokban.

## Látnivalók
- Bánffy-kastély

A faluban a Bánffy családnak volt kastélya, amely a 19. század elején épült.

## Híres emberek
- Itt született 1879. január 17-én Buday Árpád régész, egyetemi tanár

## Jegyzetek

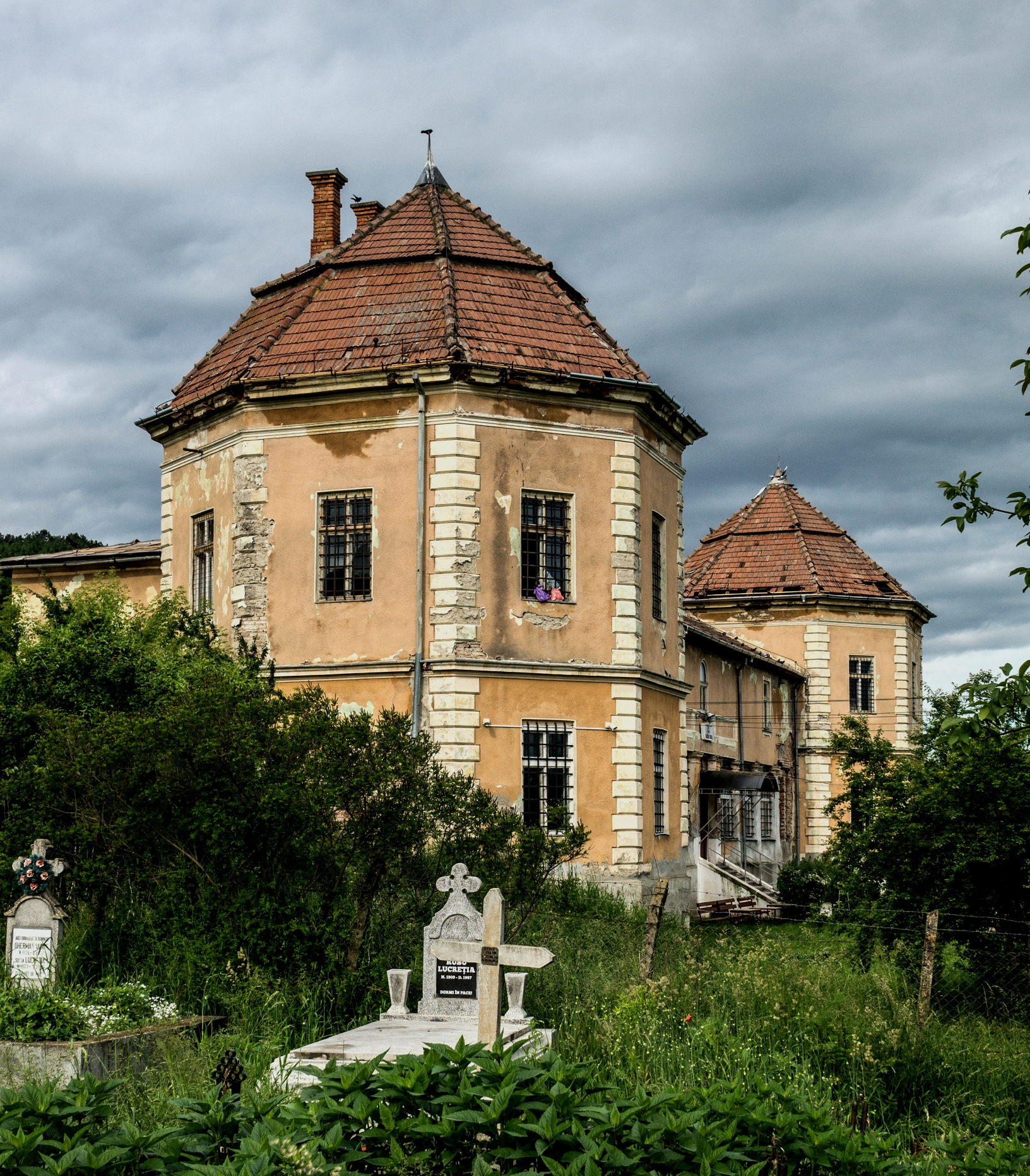
Bánffy-kastély